# 佳能 EF 40mm 鏡頭

佳能 EF 40mm 鏡頭是一系列由佳能公司生產的定焦鏡頭，一共有下列幾種型號
- EF 40mm f/2.8 STM

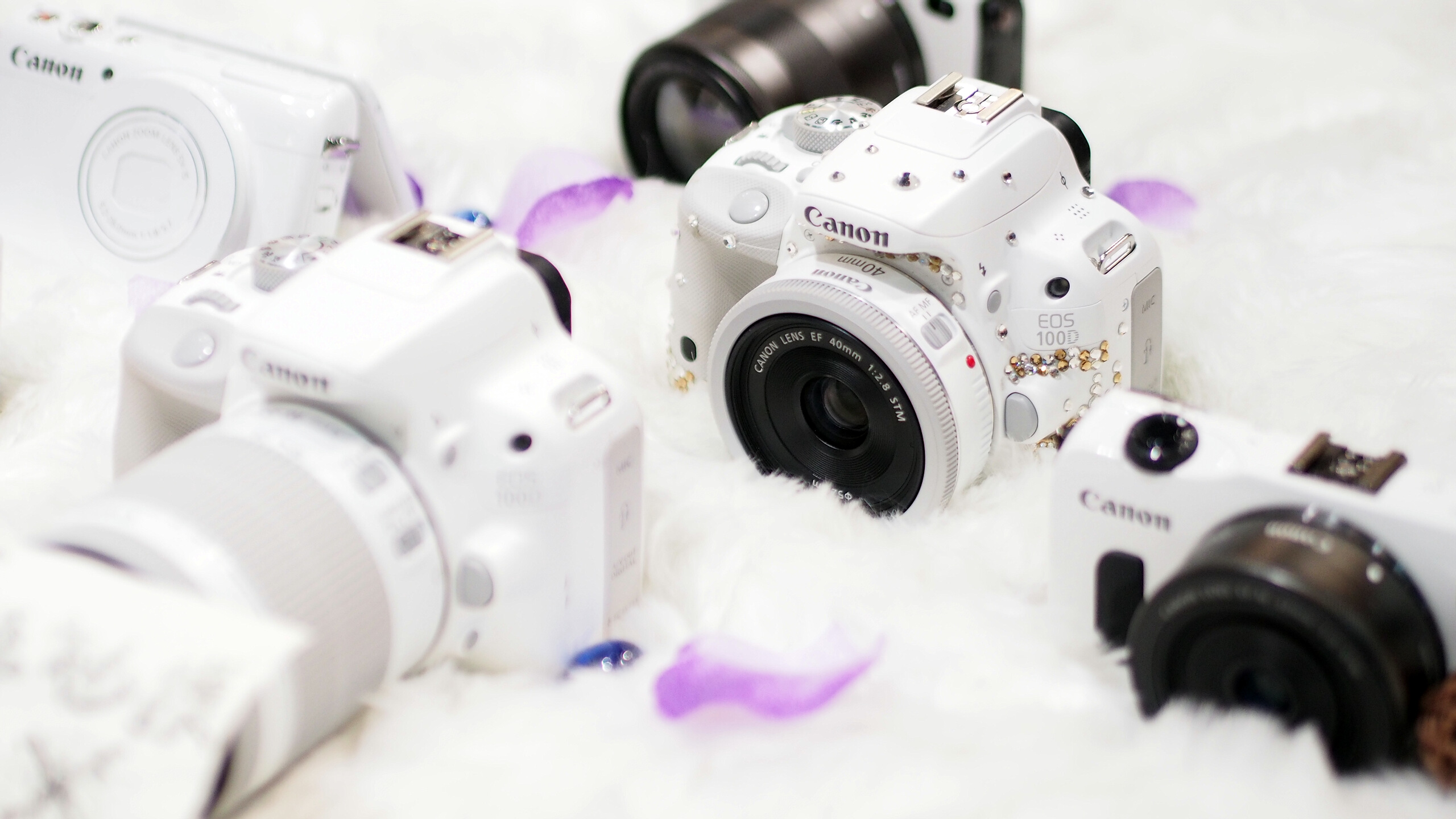
配置白色40mm饼干镜头的白色版100D

當40mm鏡頭用於佳能數碼EOS系列的APS-C幅面機身（如佳能 EOS 60D）時，視角會變窄，其等效於全幅機身上的64mm視角（乘以系數1.6）。當用於APS-H幅面機身（如佳能 EOS-1D Mark IV）時，其等效於全幅機身的52mm視角（乘以系數1.3）。
由於比一般鏡頭還薄，形狀近似於餅乾，因此暱稱「餅乾鏡」。
2013年，随着白色版佳能 EOS 100D上市，也一同发布了白色涂装的EF 40mm F2.8 STM镜头，该镜头仅随100D/Kiss X7套机出售，没有单独售卖。

## 外部連結
- Canon EF 40mm f/2.8 STM （页面存档备份，存于）